# 毛京波
毛京波，中国女企业家，路特斯合伙创始人兼中国总裁，原北京梅赛德斯-奔驰销售服务有限公司执行副总裁，林肯汽车亚太及中国区总裁。

## 简历
毛京波1990年毕业于国际关系学院国际新闻系，1995年获得美国夏威夷大学国际新闻专业研究生学位，2004年获得美国罗格斯大学EMBA学位。
毛京波起初为《中国日报》记者，1998年加入罗德公关，2001年任罗德中国高级副总裁。在罗德期间为奥迪、宝马、奔驰等知名轿车制造商提供品牌咨询与公关服务。2007年，毛京波开始担任奔驰中国营销总监。2013年成立北京梅赛德斯-奔驰销售服务有限公司后，她担任北方大区总经理职务，2016年升任奔驰smart/AMG/V级车及Vito销售运营执行副总裁。
2018年，毛京波履新林肯汽车亚太及中国总裁。在她任职期间，林肯汽车在华销量超过了其在美国本土的销量。2022年6月，林肯品牌首次跻身中国“销量十万俱乐部”。在毛京波的带领下，林肯汽车创下了自2014年进入中国市场以来在华的最高销量纪录，使林肯成为中国豪华车市场增长最快的品牌之一。业界也因此出现了“林肯现象”的名词。
2022年11月15日，毛京波以合伙创始人的身份加入路特斯，并出任中国总裁。